# Стала Чіґера
Ізопериметри́чною ста́лою Чі́ґера компактного ріманового многовиду {\displaystyle M} називають додатне дійсне число {\displaystyle h(M)}, що визначається через найменшу площу гіперповерхні, яка ділить {\displaystyle M} на дві частини рівного об'єму, що не перетинаються. 1970 року Джеф Чіґер довів нерівність, що пов'язує перше нетривіальне власне число оператора Лапласа — Бельтрамі на {\displaystyle M} з числом {\displaystyle h(M)}. Це доведення дуже вплинуло на ріманову геометрію і сприяло створенню аналогічної концепції в теорії графів.

## Визначення
Нехай {\displaystyle M} — {\displaystyle n}-вимірний замкнутий ріманів многовид. Позначимо через {\displaystyle V(A)} об'єм довільного {\displaystyle n}-вимірного підмноговиду {\displaystyle A}; через {\displaystyle S(E)} позначимо {\displaystyle n-1}-вимірний об'єм підмноговиду {\displaystyle E} (зазвичай у цьому контексті його називають «площею»). Тоді ізопериметрична стала Чіґера многовиду {\displaystyle M} визначається як
{\displaystyle h(M)=\inf _{E}{\frac {S(E)}{\min(V(A),V(B))}},}
де інфімум береться за всіма гладкими {\displaystyle n-1}-вимірними підмноговидами {\displaystyle E} многовиду {\displaystyle M}, які ділять його на два неперетинних підмноговиди {\displaystyle A} і {\displaystyle B}. Ізопериметричну сталу можна визначити і для некомпактних ріманових многовидів скінченного об'єму.

## Нерівність Чіґера
Стала Чіґера {\displaystyle h(M)} та найменше додатне власне число оператора Лапласа {\displaystyle {\lambda _{1}(M)}} пов'язані такою фундаментальною нерівністю, яку довів Чіґер:
{\displaystyle \lambda _{1}(M)\geq {\frac {h^{2}(M)}{4}}.}
Ця нерівність оптимальна в такому сенсі: для будь-якого {\displaystyle h>0}, натурального числа {\displaystyle k} і {\displaystyle \varepsilon >0} існує двовимірний ріманів многовид {\displaystyle M} з ізопериметричною сталою {\displaystyle h(M)=h} і такий, що {\displaystyle k}-те власне число оператора Лапласа лежить на відстані не більше {\displaystyle \varepsilon } від межі Чіґера (Бузер, 1978).

## Нерівність Бузера
Пітер Бузер знайшов вираз для верхньої межі {\displaystyle {\lambda _{1}(M)}} через ізопериметричну константу {\displaystyle h(M)}. Нехай {\displaystyle M} — {\displaystyle n}-вимірний замкнутий ріманів многовид, кривина Річчі якого обмежена зверху числом {\displaystyle -(n-1)a^{2}} де {\displaystyle a\geq 0}.
Тоді
{\displaystyle \lambda _{1}(M)\leq 2a(n-1)h(M)+10h^{2}(M).}